# Gran Premi dels Estats Units del 1970
Resultats del Gran Premi dels Estats Units de Fórmula 1 de la temporada 1970, disputat al circuit de Watkins Glen el 4 d'octubre del 1970.

## Resultats de la cursa
| Pos | No | Pilot                | Equip                | Voltes | Temps/ Retir.         | Pos. de sort. | Punts |
| --- | -- | -------------------- | -------------------- | ------ | --------------------- | ------------- | ----- |
| 1   | 24 | Emerson Fittipaldi   | Lotus - Ford         | 108    | 1h 57' 33. 2          | 3             | 9     |
| 2   | 19 | Pedro Rodríguez      | BRM                  | 108    | + 36.39 s             | 4             | 6     |
| 3   | 23 | Reine Wisell         | Lotus - Ford         | 108    | + 45.17 s             | 9             | 4     |
| 4   | 3  | Jacky Ickx           | Ferrari              | 107    | + 1 Volta             | 1             | 3     |
| 5   | 12 | Chris Amon           | March - Ford         | 107    | + 1 Volta             | 5             | 2     |
| 6   | 18 | Derek Bell           | Surtees - Ford       | 107    | + 1 Volta             | 13            | 1     |
| 7   | 8  | Denny Hulme          | McLaren - Ford       | 106    | + 2 Voltes            | 11            |       |
| 8   | 7  | Henri Pescarolo      | Matra                | 105    | + 3 Voltes            | 12            |       |
| 9   | 11 | Jo Siffert           | March - Ford         | 105    | + 3 Voltes            | 23            |       |
| 10  | 15 | Jack Brabham         | Brabham - Ford       | 105    | + 3 Voltes            | 16            |       |
| 11  | 29 | Ronnie Peterson      | March - Ford         | 104    | + 4 Voltes            | 15            |       |
| 12  | 16 | Rolf Stommelen       | Brabham - Ford       | 104    | + 4 Voltes            | 19            |       |
| 13  | 4  | Clay Regazzoni       | Ferrari              | 101    | + 7 Voltes            | 6             |       |
| 14  | 9  | Peter Gethin         | McLaren - Ford       | 100    | + 8 Voltes            | 21            |       |
| Ret | 1  | Jackie Stewart       | Tyrrell - Ford       | 82     | Pèrdua d'oli          | 2             |       |
| Ret | 14 | Graham Hill          | Lotus - Ford         | 72     | Embragatge            | 10            |       |
| Ret | 2  | François Cevert      | March - Ford         | 62     | Rodes                 | 1             |       |
| Ret | 30 | Tim Schenken         | De Tomaso - Ford     | 61     | Suspensions           | 20            |       |
| Ret | 27 | Jo Bonnier           | McLaren - Ford       | 50     | Pèrdua d'aigua        | 24            |       |
| Ret | 6  | Jean-Pierre Beltoise | Matra                | 27     | Direcció              | 18            |       |
| Ret | 31 | Gus Hutchison        | Brabham - Ford       | 21     | Pèrdua de combustible | 22            |       |
| Ret | 20 | Jackie Oliver        | BRM                  | 14     | Motor                 | 7             |       |
| Ret | 21 | George Eaton         | BRM                  | 10     | Motor                 | 14            |       |
| Ret | 17 | John Surtees         | Surtees - Ford       | 6      | Motor                 | 8             |       |
| NVQ | 32 | Peter Westbury       | BRM                  |        |                       |               |       |
| NVQ | 28 | Pete Lovely          | Lotus - Ford         |        |                       |               |       |
| NVQ | 10 | Andrea de Adamich    | McLaren - Alfa Romeo |        |                       |               |       |

## Altres
- Pole: Jacky Ickx 1' 03. 73

- Volta ràpida: Jacky Ickx 1' 02. 74 (a la volta 105)